# Île Adélaïde (Russie)
L'île Adélaïde est une île du nord-est de la terre François-Joseph. D'une superficie de 2 km2, elle est toujours glacée. Son point culminant est à 48 m d'altitude. Située à 5 km au sud-ouest de l'île Eva, elle fait partie du groupe nommé Terre Blanche. Elle tient son nom de la princesse Adélaïde de Hohenlohe-Langenbourg.